# 다이몬정
다이몬정(大門町)은 도야마현 중부의 서쪽인 이미즈군에 위치했던 정이다. 현재의 이미즈시에 해당한다.

## 지리
서쪽은 쇼가와를 사이에 두고 다카오카 시에 접하고 남쪽은 다이몬 정, 동쪽은 오스기 정, 북쪽은 신미나토 시에 접하고 있다.도야마 평야 중 이미즈 평야의 중앙부에 위치하며, 정역은 평탄하고 높낮이 차는 거의 없다

## 역사
- 1889년 4월 1일 - 정촌제 시행과 함께 이미즈군 다이몬정이 성립하였다.
- 2005년 11월 1일 - 신미나토시·오시마정·고스기정·시모촌과 합병해 이미즈시가 성립해, 같은 날 다이몬정은 폐지하였다.

## 교통

### 도로
- 국도 472호선

## 출신 인물
- 쇼리키 마쓰타로 (정치가, 다이몬 명예정민)